# 80式魚雷
80式魚雷（はちまるしきぎょらい）は、海上自衛隊が運用していた長魚雷。国産初の有線ホーミング魚雷であり、潜水艦搭載の対潜水艦・対水上艦向け兵装である。開発名称G-RX、装備記号はG-11、1980年（昭和55年）に制式採用された。開発は技術研究本部、製造は三菱重工業。

## 概要
海上自衛隊は、1960年代末より潜水艦搭載用誘導魚雷として、アメリカ製のMk.37を導入していた。アメリカでは1972年より高性能のMk.48の導入が開始されるなど、日本でもより高性能の魚雷が求められていた。
新型潜水艦用魚雷の開発は、1965年（昭和40年）より開始されており、実用試験は1975年（昭和50年）より行われている。Mk.37を上回る性能の魚雷を開発できたため、これが80式長魚雷として制式採用された。
自己誘導方式のMk.37と異なり、80式は有線誘導が可能で、アクティブ/パッシブ・ソナーを持つ。胴体直径はMk.37と同じ48.3cm、その他のサイズは公表されていないが、Mk.37と同等とされている。海上自衛隊潜水艦の魚雷発射管は直径533mmであるため、発射についてはスイムアウト方式をとる。酸化銀電池を用いた電気推進であり、2重反転プロペラにより推定30kt以上の速度を有するなど、Mk.37を上回る性能となった。
80式の成果を経て、後に大型・高速化した89式（開発名称G-RX2）が開発されている。
海上自衛隊からは退役済みである。